# Skaros (Musik)

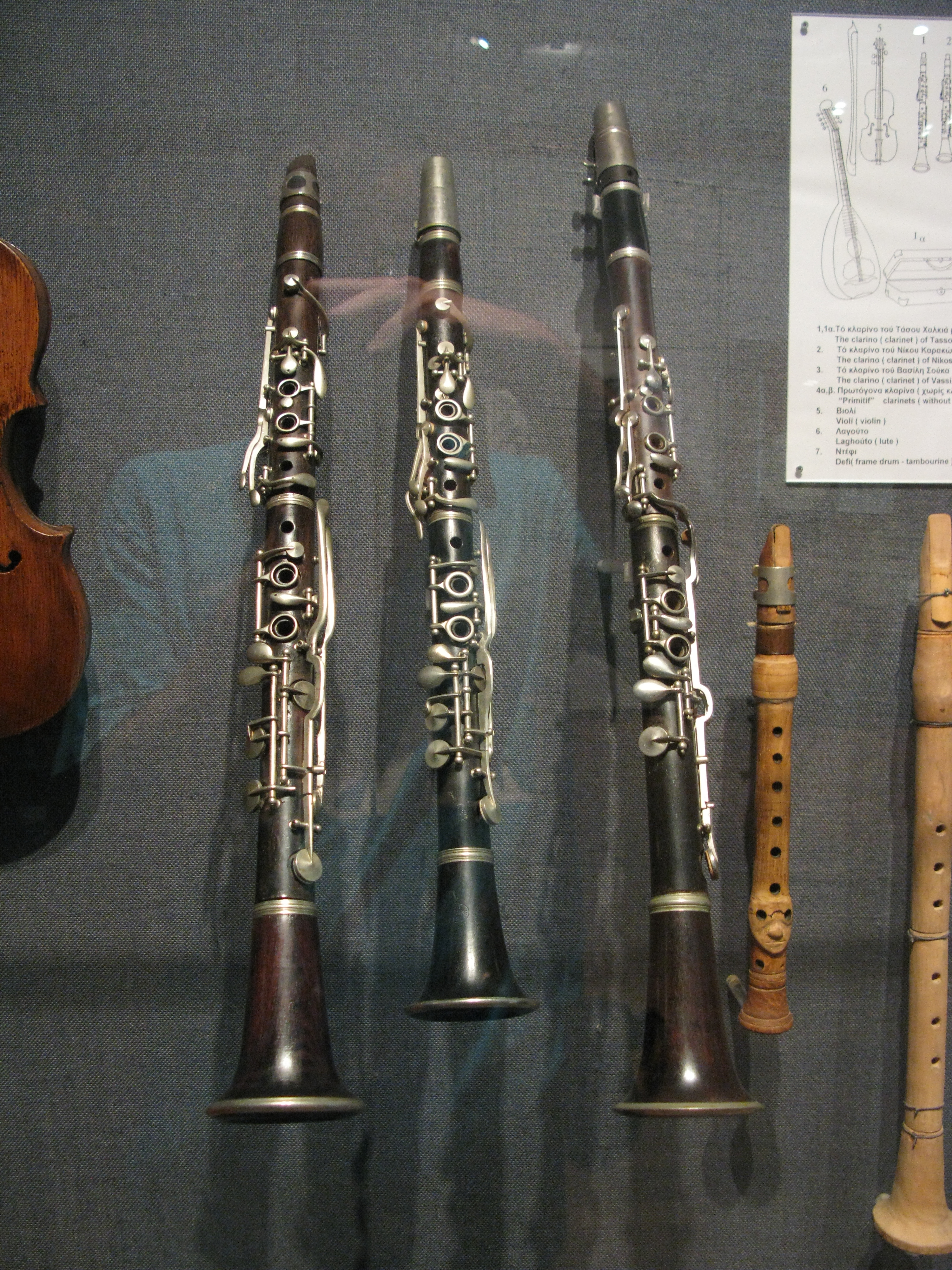
Griechische Klarinetten

Der Skaros (griechisch σκάρος, Nachtweide) ist eine griechische instrumentale Hirtenliedform aus der Region Epirus.

## Charakteristika
Der Skaros ein kontemplatives Instrumentalstück und enthält freie Rhythmen und Improvisationen. Er ist Teil der griechischen Volksmusiktradition und vor allem in Epirus, aber auch in anderen Teilen Griechenlands anzutreffen. Dominierende Musikinstrumente des Skaros sind Klarinette, Violine und der Laute. Im Wesentlichen ist der Skaros eine lange, durch Melismen geprägte Melodie, die Emotionen von Traurigkeit, Kummer, Nostalgie, Romantik und Liebe zum Ausdruck bringen soll. Sie inszeniert zugleich eine pastorale Klanglandschaft.

## Hintergrund
Der Skaros basiert auf dem Gesang der Hirten der Balkanhalbinsel, mit dem sie ihre Schafe trieben. In der pastoralen Realität bezieht sich der Begriff Skaros auf den Beginn der Weidehaltung und konkret auf die Situation, wenn der Hirte die Herde weckt und sie auf die Weide führt. Der Skaros markiert zudem den Beginn und das Ende der Sommerfeste in den Dörfern von Epirus. Charakteristisch für die Hirtengemeinschaften und das pastorale Repertoire in Griechenland reicht zurück bis in die Antike. Der Hirte Moeris in Vergils 9. Ekloge trauert darüber, dass er so viele Lieder seiner Jugend vergessen habe und ihn seine Stimme verlassen habe. Eine weitere Referenz ist in den Worten des sterbenden Dorco an Chloe zu finden (1,29): „Nimm sie (die Syrinx) und spiele die Melodie, die ich einst Daphnis beigebracht habe und die Daphnis dir beigebracht hat. Ich gebe dir diese Syrinx, mit der ich im Wettkampf so manchen Kuhhirten und manchen Ziegenhirten besiegt habe.“